# ماواخوفسکی (خانواده اشرافی)

نشان «ناوِنچ» از خانواده ماواخوفسکی

ماواخوفسکی (جمع: ماواخووتسه؛ شکل مؤنث: ماواخوفسکا ) یک خانواده اشرافی لهستانی از ماواخوویتسه در مرکز لهستان بود که اولین بار در قرن پانزدهم به آنها اشاره شده است.

## تاریخ
موسس این خانواده «بارتوئومیی ماواخوفسکی» (درگذشته‌ی ۱۴۳۳) بود. این خانواده دارای املاک بسیاری در لهستان بودند.

## اعضای برجسته
- یاتسک ماواخوفسکی [۱]
- استانیسواف ماواخوفسکی [۲]
- گوجیمیر ماواخوفسکی

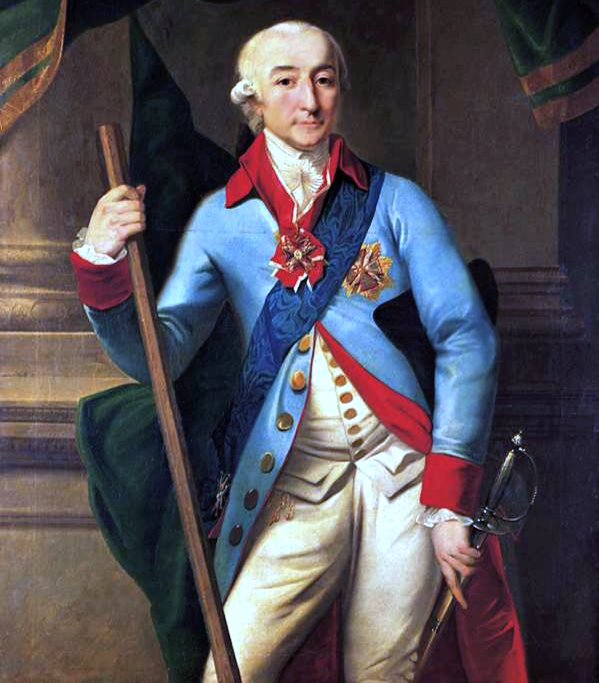
استانیسواف ماواخوفسکی؛ پرتره اثر یوزف پشکا
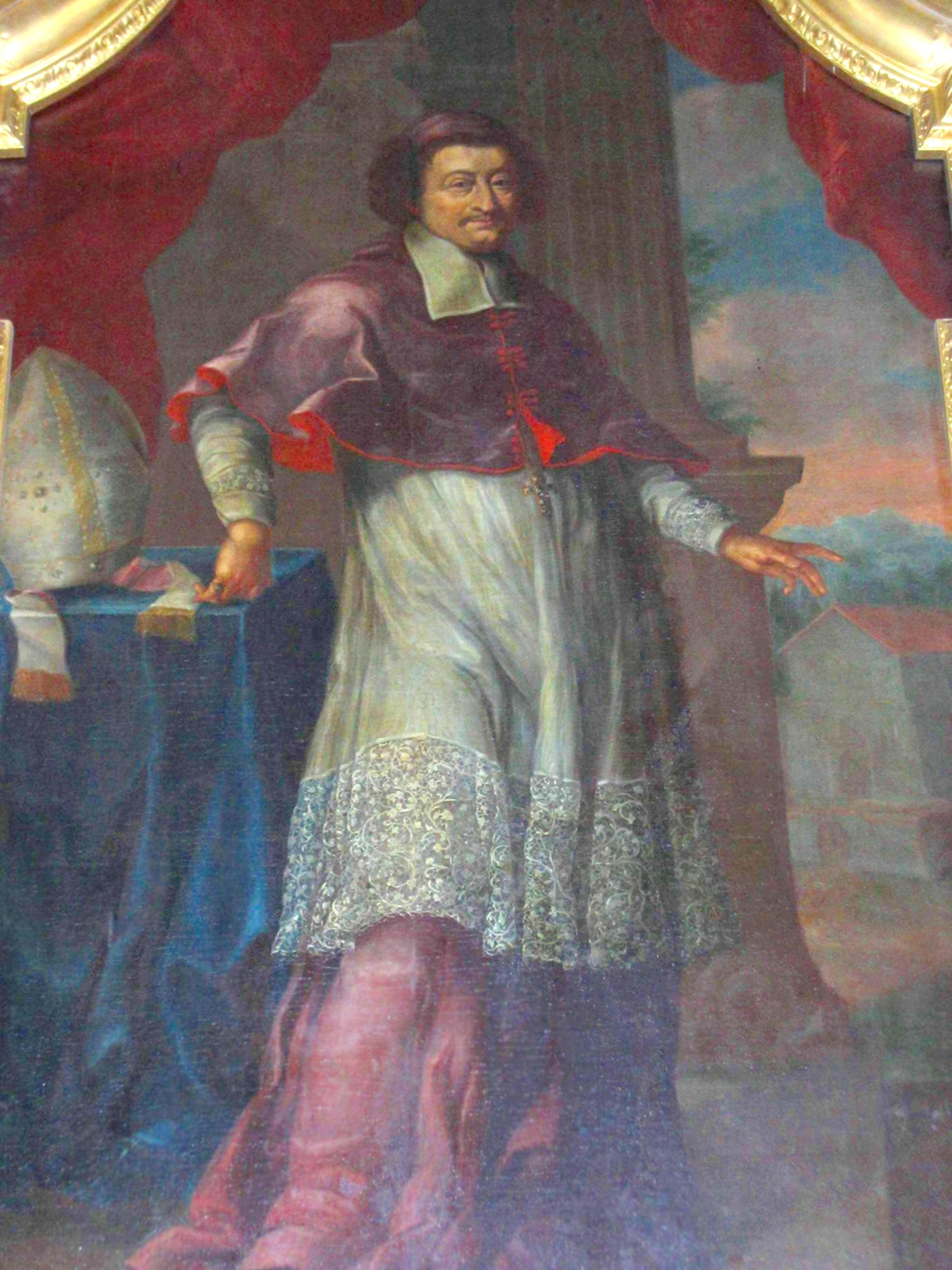
اسقف یان ماواخوفسکی
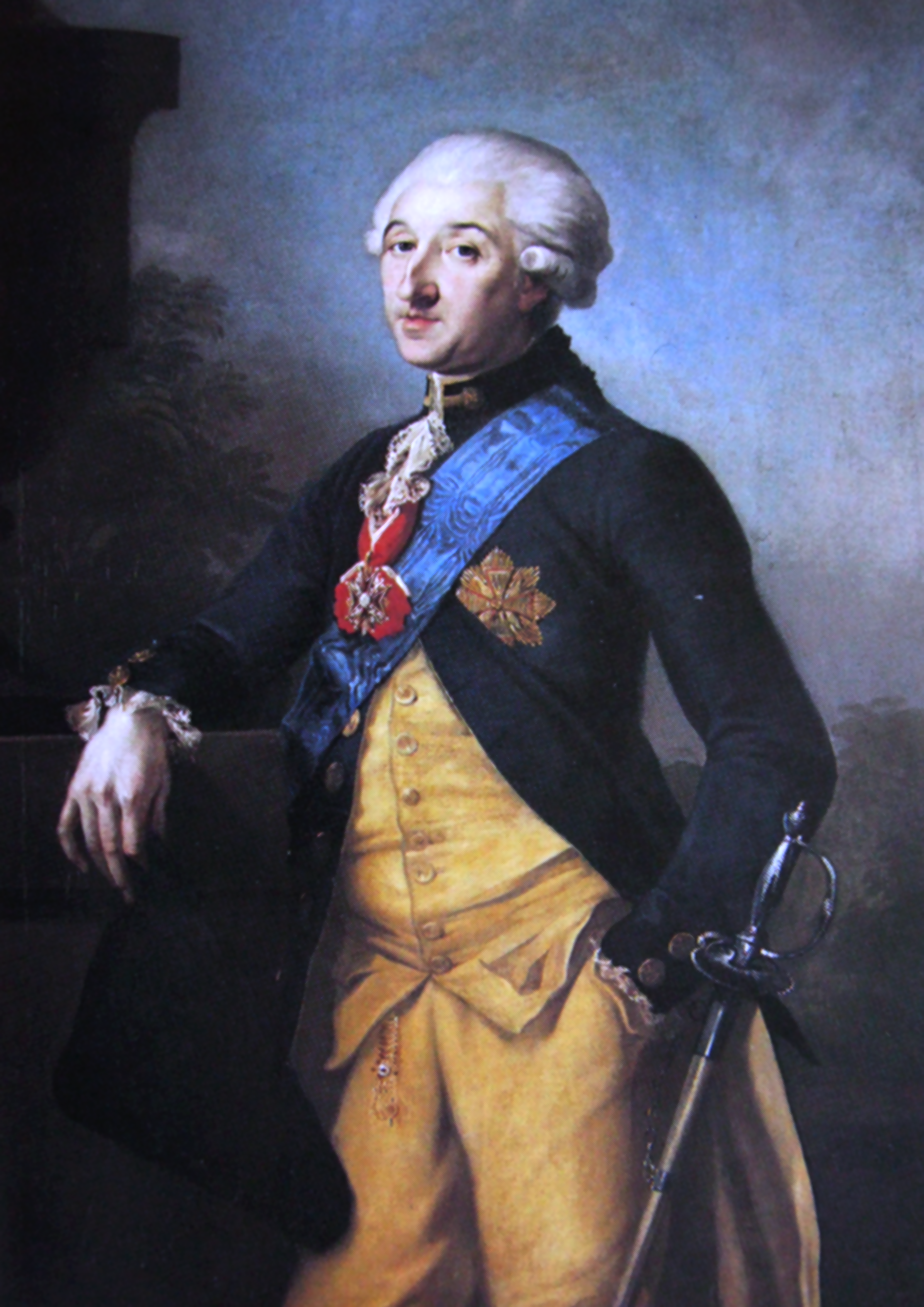
یان نپوموتسن ماواخوفسکی؛ پرتره اثر یوزف پشکا

## نشان رسمی
نشان رسمی این خانواده، نشان «ناوِنچ» بود.

کنت‌های ماواخوفسکی
کنت‌های ماواخوفسکی

## اقامتگاه ها

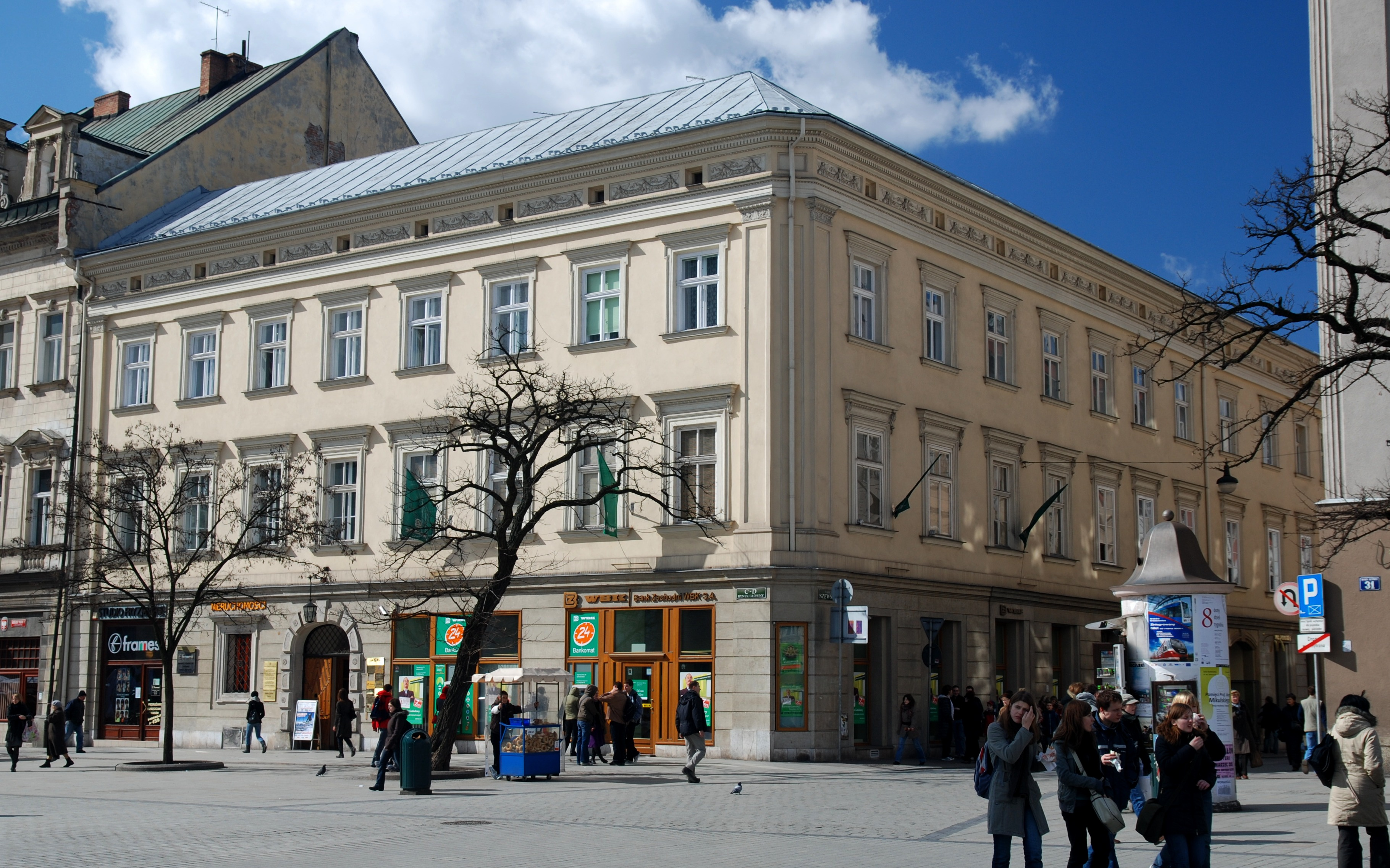
کاخ ماواخوفسکی در کراکوف
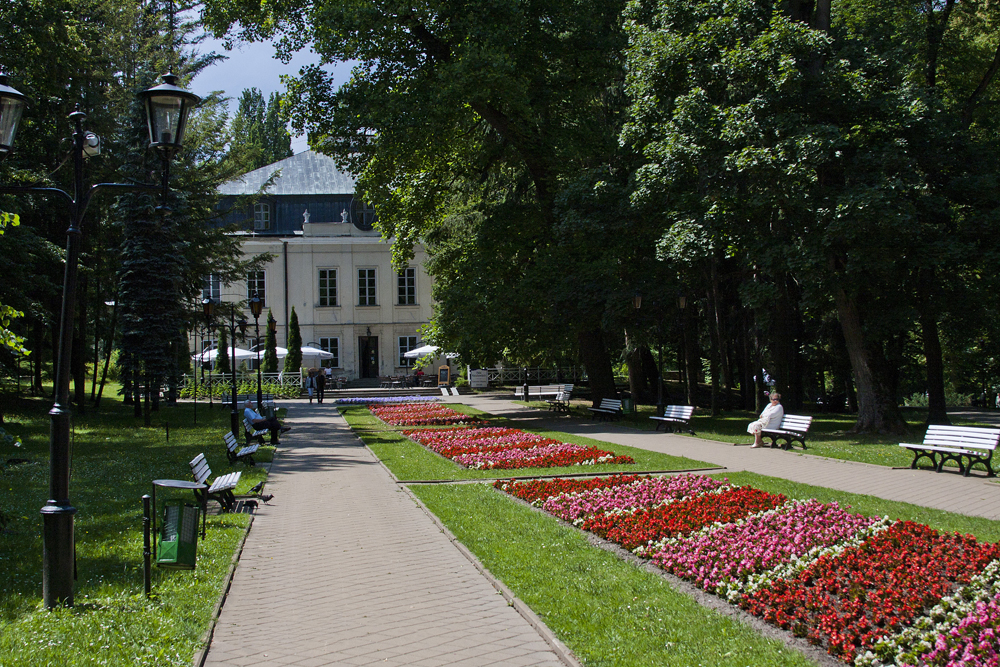
کاخ ماواخوفسکی در ناونچوف
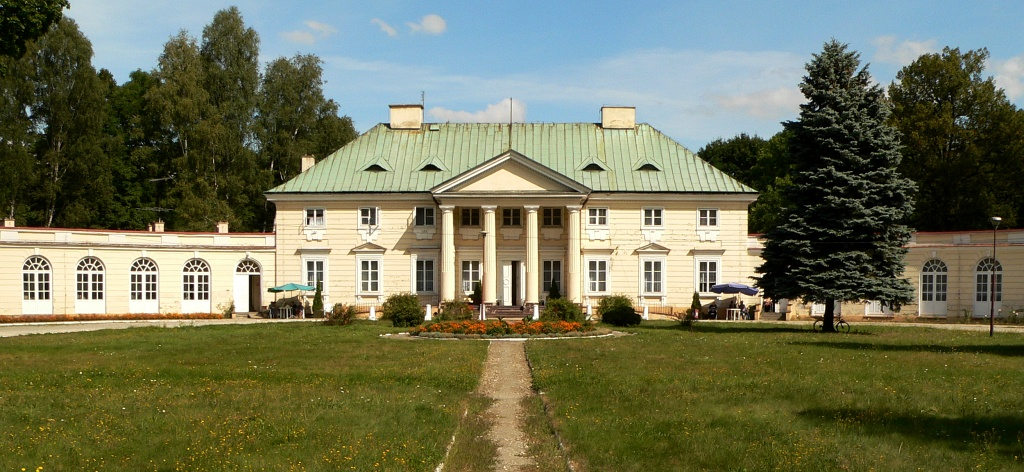
کاخ ماواخوفسکی در بیاواچوف